# Newton (Texas)
Newton è una città degli Stati Uniti d'America, situata nello Stato del Texas, nella Contea di Newton, della quale è anche il capoluogo.